# ريبيكا نوريس ويب
ريبيكا نوريس ويب (بالإنجليزية: Rebecca Norris Webb)‏ هي مصورة أمريكية، ولدت في 1956 في روشفيل في الولايات المتحدة.

## وصلات خارجية
- الموقع الرسمي